# 著作権情報集中処理機構
一般社団法人著作権情報集中処理機構（ちょさくけんじょうほうしゅうちゅうしょりきこう、Copyright Data Clearinghouse　略称：CDC）は、著作物等の利用者及び権利者との連携の下に、著作物等の利用状況及び権利関係に関する情報を収集して整理し、その成果を関係者に提供することによって、著作物等の適正かつ円滑な利用を促進することを目的として、2009年3月に設立された社団法人である。

## 沿革
- 2009年3月 設立